# Osismiak
Osismiak, apró ókori gall néptörzs, Gallia Lugdunensis északnyugati csúcsán éltek. Julius Caesar és Sztrabón tesz említést róluk.